# Sexy Adventures of Van Helsing
Pour plus de détails, voir Fiche technique et Distribution.
Sexy Adventures of Van Helsing (Les aventures sexy de Van Helsing) est un vidéofilm américain réalisé par Max Von Diesel et sorti en 2004.
Le film est une version féminisée de l'histoire de Van Helsing et de Dracula transformé en une aventure érotique lesbienne.
Sexy Adventures of Van Helsing est un remake de Vampire's Seduction de John Bacchus sorti en 1998.

## Synopsis
L'arrière-petite-fille de Van Helsing cherche à tuer la très sexy comtesse Dracula.
Elle se montrera une parfaite esclave d'amour dévouée pour mieux se rapprocher de ce démon sanguinaire.

## Fiche technique
- Titre : Sexy Adventures of Van Helsing
- Réalisateur : Max Von Diesel
- Scénario : John Bacchus et Helen Black
- Société : Seduction Cinema
- Langue : Anglais
- Format : Couleurs
- Durée : 88 minutes
- Pays :  États-Unis
- Date de sortie : 27 octobre 2004 aux États-Unis
- Interdit aux moins de 16 ans

## Distribution
- Erika Smith : mademoiselle Van Helsing
- Darian Caine : comtesse Dracula
- A. J. Khan : Philomenia
- Isadora Edison : Klownie
- Andrea Davis : Hottie
- Bob MacKay : oncle Abe
- Tatiana Stone : Duey
- Jessica Abbott : Smokin'
- Tracy Rose
- Misty Mundae
- Barbi Leigh
- Katrina Raey
- Angel Marie
- John Samuel Jordan
- Justin Wingenfeld